# Autre-Monde (série littéraire)
Pour les articles homonymes, voir Autre monde.
Autre-Monde est une série de romans fantastiques écrite par Maxime Chattam.

## Rédaction et publication
Initialement prévue comme une trilogie, la saga comporte sept romans,, ainsi qu'une préquelle (dont une partie des ventes revient à l'UNICEF),.
Parmi ses influences, Maxime Chattam cite William Golding (Sa Majesté des mouches), John Milton (Le Paradis perdu), J. R. R. Tolkien, Mark Twain et Jules Verne,. Il en tire notamment la volonté d'écrire sur l'adolescence, sans viser un jeune public.
Les premiers tomes de la saga se déroulent en Amérique du Nord, notamment le quatrième, Entropia, qui se situe au Québec.

## Liste des romans
Premier cycle
1. L'Alliance des Trois, Albin Michel, 2008.
2. Malronce, Albin Michel, 2009.
3. Le Cœur de la Terre, Albin Michel, 2010.

Les trois premiers romans sont rassemblés dans une édition illustrée intitulée Autre-Monde : Édition illustrée, Cycle I[réf. souhaitée].
Second cycle
1. Entropia, Albin Michel, 2011.
2. Oz, Albin Michel, 2012.
3. Neverland, Albin Michel, 2013.
4. Genèse, Albin Michel, 2016.

Hors cycle
1. Ambre, Le Livre de Poche, 2018.